# La Haute-Chapelle
La Haute-Chapelle är en kommun i departementet Orne i regionen Normandie i nordvästra Frankrike. Kommunen ligger i kantonen Domfront som tillhör arrondissementet Alençon. År 2018 hade La Haute-Chapelle 549 invånare.

## Befolkningsutveckling
Antalet invånare i kommunen La Haute-Chapelle
| Referens: INSEE |